# Zhou Shen
Zhou Shen (chinois simplifié : 周深 ; pinyin : Zhōu Shēn; ukrainien : Чжоу Шень), né le 29 septembre 1992 à Hunan, est un chanteur chinois, connu pour le timbre de sa voix.
La chanson Gros poisson (大鱼), sortie en 2016, lui rapporte 8 prix musicaux. Nombreux singles figurent dans la trame sonore de films et séries télévisées, ainsi que deux albums.

## Biographie

### Jeunesse
Zhou Shen est né le 29 septembre 1992 à Shaoyang, Hunan, puis a grandi à Guiyang, Guizhou avec ses parents et sa soeur.
Puisque sa voix n'a pas muée durant sa puberté, il a été intimidé par les autres étudiants et était gêné de chanter devant les autres. Jusqu'au jour où il remporta un concours de chant dans son lycée, ce qui le rendra populaire. Par la suite, un étudiant plus âgé lui composa une chanson Tu disparais après la pluie (雨后你不见了), ce qui lui permis de reprendre confiance en lui.
En 2010, Zhou Shen part étudier la médecine dentaire en Ukraine. Plus tard, il est transféré à l’Académie nationale musicale Lyssenko de Lviv pour étudier le bel canto.

### Carrière

#### Ses débuts (2010)
En 2010, Zhou Shen publie des vidéos en ligne via YY.com, sous le pseudonyme Kabule (卡布叻), et commence ainsi avoir ses premiers fans.

#### La voix (2014-2015)
À l'été 2014, il participe à la troisième saison de La voix en Chine (中国好声音). Son interprétation de Visage souriant (欢颜) de Chyi Yu impressionne les juges lors des auditions à l'aveugle, notamment Chyi Chin (frère de la chanteuse originale) est le premier à retourner sa chaise. Malheureusement, son mentor Na Ying l'élimine à l'étape suivante en choisissant Li Wei, lors de leur performance du  Lac de Baïkal (贝加尔湖畔).
En 2015, Zhou Shen participe au gala du Nouvel An chinois de Pékin en chantant une version multilingue de Libérée, délivrée pour soutenir la candidature de Pékin à l'organisation des Jeux olympiques d'hiver.

#### Gros poissonet premier album (2016-2017)
Le 18 mai 2016, il chante Gros poisson (大鱼) pour le film d’animation chinois Big Fish & Begonia, figurant aussi dans son premier album. D'ailleurs, cette chanson ainsi que La rose et le faon (玫瑰与小鹿) sont nominées dans le top 10 des chansons de l'année  par Fresh Asia Music Awards.
De septembre à novembre 2016, Zhou Shen participe à trois épisodes de la 1re saison du Chanteur masqué. Il remporte aussi le prix du chanteur masculin le plus populaire en ligne par Music Pioneer Awards.
Suivant le succès de Gros poisson, il est invité à chanter dans plusieurs trames sonores, dont Echo (回声) de la série The Starry Night, The Starry Sea. En novembre 2017, il a sorti son tout premier album intitulé Charlie (深的深).

#### Prix et deux tournées (2018-2019)
En 2018, il chante plus d'une dizaine de morceaux pour nombreux films et séries, dont notamment La Forme de l’eau (水形物语). Il est nommé l'artiste s'étant le plus amélioré par Chinese Top Ten Music Awards ainsi que celui du meilleur nouvel artiste par Global Chinese Music Chart Awards.
En novembre 2018, il participe à l'émission Super Vocal (声入人心), compétition pour chanteurs de musique classique. En décembre 2018, il retourne pour un épisode au Chanteur masqué.
Du 19 mai 2018 au 7 juillet 2019, Zhou Shen effectue sa première tournée de concerts, Espace Shen (深空间), à travers la Chine : Shanghaï, Wuhan, Chengdu, Pékin, Shenzhen et Hangzhou. Floraison (花开) est la chanson promotionnelle de cette tournée. D'ailleurs, cette dernière remporte le prix des 10 meilleures chansons de l'année 2019 par Chinese Top Ten Music Awards.
Le 18 mai 2019, il donne un concert en direct en collaboration avec Isabelle Huang (黄龄) à Shanghaï.
Il reçoit le prix de l'artiste le plus populaire par CNR Music Radio Top Music Awards le 8 juin. Le 12 juin 2019, Zhou Shen participe à un concert de charité afin d'aider l'association pour l'autisme de Singapour avec Chyi Yu, Huang Hong Ying et Roy Li Fei Huei.
En octobre 2019, Zhou Shen figure dans la liste des trente personnalités de l'industrie musicale chinoise âgées de moins 30 ans, selon Forbes. Dans le même mois, il participe à la première saison du concours de chant Notre chanson (中国梦之声·我们的歌).
En novembre 2019, il remporte le prix du meilleur artiste chinois par MTV Europe Music Awards. Le 9 novembre 2019, il entame sa deuxième tournée de concerts Planète C-929 à travers la Chine.

#### Émissions de variétés et Zhou Shen Studio (2020)
Le 4 janvier 2020, Zhou Shen termine sa tournée Planète C-929 au Guangdong. Puis, il ressort vainqueur de l'émission Notre chanson avec Hacken Lee.
De février à avril 2020, il participe à la huitième saison de la compétition du Chanteur (歌手·当打之年) et termine en 6e position. Son interprétation de Dalabengba imitant plus de cinq voix dont celle d'une petite fille, d'un homme, d'un roi et d'un dragon, lui a remporté la première place de l'épisode durant le concours. Le vidéo de cette performance est devenue virale, dépassant les 10 millions de vues.
De janvier à avril 2020, il participe à l'émission The Great Wall. Sa popularité grandissante, il apparaît dans plusieurs émissions de variété tels que Day Day Up, Ace vs Ace, Back to Field, Smoothly Flowing Melodies et Keep Running!, ainsi que Youth Periplous II en tant que membre régulier.
Il devient également le porte-parole de la marque orientale Therapy (东方季道), qui appartient à The Procter & Gamble Company.
Le 19 juillet 2020, Studio de Zhou Shen est officiellement créé, à la suite de la fin de son contrat de six ans avec The Voice of Dreams. Son premier concert/album en ligne Bonne nuit, à demain a lieu le 25 juillet via multiples plateformes par TME live.
D'août à novembre 2020, Zhou Shen participe à l'émission Go Newbies, où il obtient son permis de conduire. À partir du 4 novembre, il apparaît dans la deuxième saison d'Une excitante offre, émission de télé-réalité d’observation sur le lieu de travail.
Le 20 décembre 2020, le jeune artiste reçoit le prix du chanteur le plus populaire de l'année par Tencent Video. Le 31 décembre, Zhou Shen est invité à se produire lors de plusieurs concerts du Nouvel an.

#### Ambassadeur et concert en ligne (2021-2022)
Depuis 2021, Zhou Shen est ambassadeur de la Convention des Nations Unies sur la biodiversité (COP15), de Tencent Tianlai Action, de la promotion du tourisme culturel de Guiyang, de la promotion des parcs nationaux de Chine et d'autres travaux de bien-être public.
En 2022, Zhou Shen rejoint l'émission Keep Running en tant qu'invité permanent et a participé à trois saisons et trois programmes spéciaux. De plus, il a également participé à de nombreuses émissions de variétés : The Treasured Voice 3, Time Concert, The Truth, Circle of Sound et Melody Journey, et a servi de mentor dans les émissions de talents Chuang 2021 et The Next 2023.
Le 6 août 2022, le chanteur a donné un concert en ligne Être à tes côtés (想到你“深”边) sur Douyin.

#### Shenself(2023-2024)
Le 18 mai 2024, en l'honneur de ses 10 ans de carrière dans l'industrie musicale, Zhou Shen commence sa troisième tournée 9.29Hz au Mercedes-Benz Arena à Shanghaï.
Le 29 septembre 2024, jour de son 32e anniversaire, il sort son second album Shenself (反深代詞). Son album obtient la 11e place avec plus de 1,5 million de ventes mondiales.

#### 9.29HzetShenShen(2025)
Zhou Shen poursuit sa tournée 9.29Hz qui devient internationale en annonçant des arrêts au Royaume-Uni, États-Unis, Canada, Australie et Malaisie. En mars 2025, en même temps que sa tournée, il entame la 13e saison de Keep Running.
En avril 2025, il annonce sa quatrième tournée appelée ShenShen, quelques jours seulement après la fin de 9.29Hz à Kuala Lumpur. Celle-ci débutera les 17 et 18 mai 2025 au Shanghaï Stadium.
En mai 2025, il annonce officiellement la sortie de son EP intitulé Shen's Love (小深情).

## Oeuvres musicales

### Albums
- 2016 : Charlie (深的深)
- 2024 : Shenself (反深代词)

### EP
- 2025 : Shen Love (小深情)

## Tournées
- Espace Shen 深空间 (2018-2019)
- Planète C-929 (2019-2020)
- Tournée mondiale 9.29Hz (2024-2025)
- ShenShen (2025)

## Prix et distinctions
Zhou Shen a obtenu plus de vingt fois le prix du meilleur chanteur masculin et/ou du chanteur le plus populaire en Chine.

## Filmographie
- 2014 : La voix de Chine (3e saison) (中国好声音第三季)
- 2016 & 2018 : Chanteur masqué (蒙面唱将猜猜猜）
- 2016 : Super Vocal（声入人心）
- 2019 : Chuang（这就是原创）
- Chanter au Monde（唱给世界听）
- inSound League (KuGou LIVE)（in雄联盟）
- Chanter ! La Chine ! IV（中国好声音2019）
- Bande avec Nous（一起乐队吧）
- Notre Chant（中国梦之声•我们的歌）

### 2020
- La Grande Muraille Incroyable (了不起的长城）
- Le Camp de Joie（快乐大本营）
- Le Chanteur 2020（歌手·当打之年）
- Carte Trump (Saison V) （王牌对王牌）
- Day Day Up（天天向上）（invité）
- Keep Running!